# Gerbathodes angusta
Gerbathodes angusta är en fjärilsart som beskrevs av Butler 1879. Gerbathodes angusta ingår i släktet Gerbathodes och familjen nattflyn. Inga underarter finns listade i Catalogue of Life.